# Regionale 2016
Die Regionale 2016 war ein Strukturförderprogramm des Landes Nordrhein-Westfalen für das Westmünsterland. Die Regionalen folgten seinerzeit einem dreijährigen Rhythmus. Vorgänger der Regionale 2016 war die Regionale 2013 für Südwestfalen.
Nach der erfolgreichen Bewerbung im Jahr 2007 erfolgte die Eröffnung der Regionale-Agentur im Februar 2010. Am 29. Mai 2016 wurde im Beisein von Ministerpräsidentin Hannelore Kraft das Präsentationsjahr der Regionale 2016 in Coesfeld eröffnet, das bis Juni 2017 lief. Zur Feier waren rund 600 geladene Gäste aus Politik, Wirtschaft, Bildung sowie den an der Regionale beteiligten Kreisen, Städten und Gemeinden in den Industriepark Nord.Westfalen gekommen. Ab Juni 2017 wurde die Regionale-Agentur wieder abgewickelt.

## Verlauf
An der Regionale 2016 beteiligten sich
- der gesamte Kreis Borken mit seinen kreisangehörigen Städten und Gemeinden Ahaus, Bocholt, Borken, Gescher, Gronau, Heek, Heiden, Isselburg, Legden, Raesfeld, Reken, Rhede, Schöppingen, Stadtlohn, Südlohn, Velen und Vreden
- der gesamte Kreis Coesfeld mit Ascheberg, Billerbeck, Coesfeld, Dülmen, Havixbeck, Lüdinghausen, Nordkirchen, Nottuln, Olfen,  Rosendahl und Senden
- Dorsten und Haltern am See aus dem Kreis Recklinghausen,
- Hamminkeln, Hünxe und Schermbeck aus dem Kreis Wesel,
- Selm und Werne aus dem Kreis Unna.

Auf der rund 3400 km² umfassenden Fläche dieser insgesamt 37 Gebietskörperschaften aus dem westlichen und südlichen Münsterland leben rund 820.000 Menschen.
Die Regionale 2016 im Westmünsterland stand unter dem Motto „ZukunftsLAND“. Dabei war die Weiterentwicklung der Münsterländer Parklandschaft vor dem Hintergrund konkurrierender wirtschaftlicher, ökologischer und touristischer Interessen ein zentrales Thema. Weitere Schwerpunkte lagen auf der Verbesserung der Wertschöpfung der regionalen Wirtschaft, Erschließung neuer Absatzmärkte, Bildungs- und Qualifizierungsmaßnahmen, Energie- und Umweltprojekten sowie in der Suche nach Wegen, den demografischen Wandel erfolgreich zu bewältigen. Seit 2010 wurden insgesamt 43 Projekte initiiert, die ein dreistufiges Qualifizierungsprogramm durchlaufen. Mit Erreichen der höchsten Qualifizierungsstufe konnten Fördergelder beantragt und die Projektideen realisiert werden. Für die Koordination der Projekte wurde die Regionale 2016 Agentur GmbH mit Sitz in Velen gegründet. Geschäftsführerin war die Stadtplanerin und Architektin Uta Schneider, Aufsichtsratsvorsitzender der Landrat des Kreises Borken Kai Zwicker.
Direkt in der Verantwortung der Agentur lag darüber hinaus die Betreuung von vier übergreifenden Grundlagenprojekten, von denen auch künftig die ganze Region profitieren soll:
- Die „Gesamtperspektive Flusslandschaften“ widmet sich den Entwicklungschancen der Flussauen von Lippe mit ihren Zuflüssen Heubach und Stever im Süden und Osten, Issel, Bocholter Aa, Schlinge, Berkel und Ahauser Aa im Westen sowie Dinkel und Vechte im Norden des Fördergebietes. Dabei werden alle Facetten – Ökologie, Hochwasserschutz, Landschafts- bzw. Naturschutz, städtebauliche Aspekte und Flusserleben – in die Überlegungen einbezogen.[6]
- „Raumperspektiven Zukunftsland. Grundlagenstudie zur Verständigung über Raum im Zukunftsland“ befasst sich auf Basis der die Region heute verbindenden Merkmale mit den künftigen Entwicklungsmöglichkeiten.[7]
- Projektaufruf „Innen leben – Neue Qualitäten entwickeln!“ befasst sich vor dem Hintergrund des demografischen Wandels mit den in den 1950er, 1960er und 1970er Jahren entstandenen Siedlungsgebieten der Städte. Ein besonderes Augenmerk liegt dabei auf dem Flächenverbrauch.[8]
- DialogFORUM „Mobilität im ländlichen Raum“ sucht nach Konzepten, wie eine alternde Gesellschaft im ländlichen Raum ihre Mobilität bewahren kann. Im Blickpunkt stehen u. a. das öffentliche Verkehrswesen sowie Fahrrad und Elektrofahrrad als Alternative zum Auto.[9]